# Sally Oey
Sally Oey es una astrónoma en la Universidad de Míchigan y una experta en estrellas masivas y calientes, que a menudo son precursoras de las supernovas. 
En 1999, fue premiada con el Premio Annie Jump Cannon en Astronomía por la Sociedad Estadounidense de Astronomía (AAS), y en 2006, fue invitada a dar un discurso a la 206.º reunión de la AAS.
La Dra. Oey es actualmente profesora y miembro de la Junta del Observatorio Gemini. De 2001 a 2004, fue astrónoma asistente en el Observatorio Lowell. De 1998 a 2001, trabajó en el Space Telescope Science Institute.
El grupo de investigación de Oey, Feedback Activity in Nearby Galaxies (FANG), se centra en la retroalimentación masiva de estrellas al medio interestelar e intergaláctico, a escala local, global y cósmica. Estas retroalimentaciones incluyen:
- Retroalimentación radiactiva: regiones HII, galaxias emisoras de continuo de Lyman
- Retroalimentación química: procesos de enriquecimiento y evolución química galáctica
- Retroalimentación cinemática: superburbujas impulsadas por supernova y supervientos galácticos
- Estrella masiva y cúmulos

Al no encontrar ninguna estrella con más de 200 masas solares, Oey y sus colegas de la Universidad de Míchigan en Ann Arbor han encontrado pruebas de un límite de tamaño en un estudio de otros cúmulos dentro de nuestra galaxia y en la galaxia satélite cercana, las nubes de Magallanes. "No está claro si el tamaño está limitado por la física de la formación estelar o por el tamaño de la nube de gas parental. Las estrellas más grandes, quizás de hasta 500 masas solares, pueden haber existido en el universo temprano", dice Oey.